# Псевдотрёхмерность
Псевдотрёхмерность (или 2.5D) — компьютерный термин, который употребляется в основном по отношению к компьютерным играм или игровым технологиям, графика которых пытается имитировать трёхмерное игровое пространство, однако при этом не является трёхмерной.

## Дотрёхмерные игры
Примером игр, использующих псевдотрёхмерность, можно назвать ставшие популярными в конце 1980-х годов платформеры с изометрическим отображением игровых уровней. Зачастую игровой персонаж в таких играх мог передвигаться лишь вдоль двух осей, при этом меняя своё положение относительно поверхности (взлетая или подпрыгивая).
Более сложным примером псевдотрёхмерной компьютерной игры является шутер от первого лица Doom, а также RPG от первого лица серии Might and Magic. Несмотря на то, что окружение в этой игре трёхмерное и игрок может свободно передвигаться во всех трёх плоскостях, на самом деле игровые уровни состоят из отдельных комнат-секторов с различной высотой пола и потолка, при этом невозможна ситуация, в которой одна комната находилась бы над другой. Также противники игрока и подавляющее большинство элементов Doom являются спрайтовыми, то есть это не объёмные модели, а анимированные двухмерные изображения, которые перемещаются по уровню и подменяются готовыми версиями из существующей библиотеки в зависимости от положения объекта относительно наблюдателя (приблизившись к противнику со спины, игрок будет видеть его спрайт, изображающий спину монстра).
Возможно и обратное: изображение двухмерно, однако компьютер имеет упрощённую трёхмерную картину сцены. Это отлично сработало в X-COM: UFO Defense и Commandos: Behind Enemy Lines, когда линии видимости и огня определяются в 3D, однако вывод на экран основан на двухмерных фрагментах.

## Современность
Несмотря на то, что большинство игр на рынке трёхмерны, псевдотрёхмерные игры продолжили своё существование, превратившись в стилистику графики: Ion Fury.
Существует немало игр (Trine, Shadow Complex, Never Alone, Inside), где уровень отрисовывается из трёхмерных моделей, но движение и проверка столкновений ограничены осями X и Y. На этом принципе часто делают ремейки ретро-игр: Duck Tales Remastered, ретро-уровни Prince of Persia. Также часто (Hollow Knight, The Whispered World) уровень составлен из двухмерных слоёв, расположенных на разной глубине от виртуальной камеры. Эти подходы могут комбинироваться: Planet of Lana.